# Linea Janghang

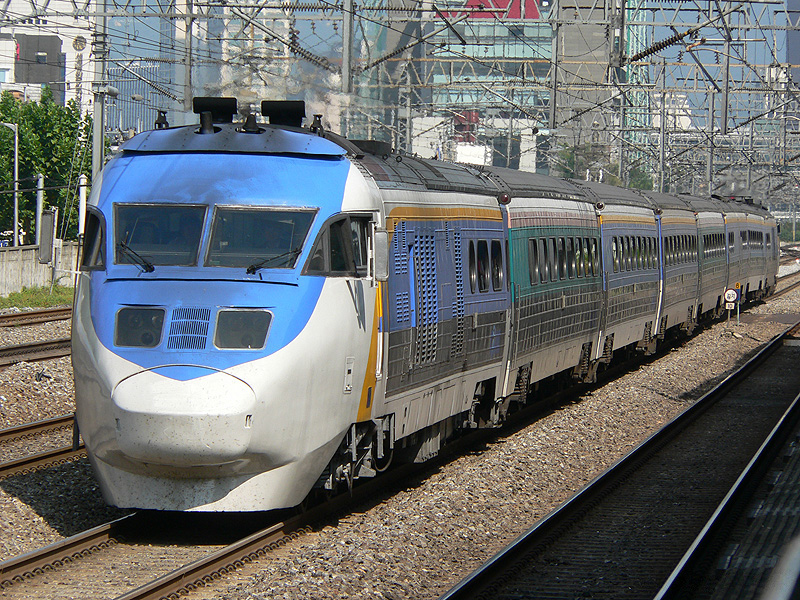
Un treno Saemaeul-ho in servizio sulla linea per la media e lunga percorrenza

La linea Janghang (장항선 - 長項線, Janghang-seon) è una linea ferroviaria della Corea del Sud, utilizzata in parte per i trasporti all'interno dell'area metropolitana di Seul e di altre città lungo il percorso. La linea, nella parte occidentale del paese, unisce i nodi ferroviari di Cheonan e Iksan ed è percorsa da servizi a media e lunga percorrenza Saemaeul-ho e Mugunghwa-ho.

## Caratteristiche
- Lunghezza：154,4 km
- Scartamento：1435 mm
- Numero di stazioni：29
  - 7 fra Cheonan e Sinchang, la sezione utilizzata dalla linea 1 della metropolitana di Seul
- Numero di binari
  - Doppio binario：Cheonan - Sinchang (5,1 km)
  - Binario semplice：Sinchang - Iksan (149,4 km)
- Elettrificazione：fra Cheonan e Sinchang, a corrente continua a 25 kV a 60 Hz

## Storia
La linea Janghang aprì per tutta la sua lunghezza fra Cheonan e Janghang il 1º giugno 1922.

### Potenziamento
Al momento tutta la linea Janghang sta venendo elettrificata e raddoppiata, con la realizzazione di varianti per aumentarne la velocità. I lavori iniziarono nel 1997 da Cheonan. Alla fine del 2008 è stata terminata la variante fra Cheonan via Asan e Hongseong fino a Sinseong, da Jupo a Nampo e da Ganchi a Janghang, e l'elettrificazione è stata inaugurata nei primi 19,4 km fra Cheonan e Sinchang, dopo Asan, il 15 dicembre 2008. La sezione di 17,1 km vicino a Janghang, aperta nel 2007, ha anche collegato la linea Janghang con la linea Iksan-Gunsan, precedentemente isolata, attraverso un nuovo ponte sul fiume Geum con un tracciato che prevede il doppio binario, anche se inizialmente questo è stato realizzato singolo. Al momento i lavori sono in corso sulle sezioni Sinseong-Jupo, Nampo-Ganchi e Janghang-Gunsan, con completamento previsto per il 2018.
La linea Janghang dovrebbe collegarsi con un'estensione verso sud della linea Daegok-Sosa-Wonsi prima della stazione di Hwayang. Il 1º settembre 2010 il governo Sudcoreano ha annunciato un piano strategico per la riduzione dei tempi di percorrenza affinché il 95% del paese sia collegato con Seul entro 2 ore per il 2020. Anche la linea Janghang sarà quindi potenziata per permettere velocità di 230 km/h, e la sezione Wonsi-Hwayang sarà predisposta per velocità di 250 km/h, e potrebbero essere quindi lanciati dei servizi KTX.

## Stazioni
Legenda
- SH: Fermate Saemaeul-ho
- MH: Fermate Mugunghwa-ho
- NR: Fermate Nuriro
- M: Fermate della linea 1 della metropolitana di Seul

| Nome stazione                    | Coreano  | Hanja    | SH | MH | NR         | M                   | Distanza interstaz. | Distanza totale | Collegamenti                                  | Posizione        | Posizione | Altro           |
| -------------------------------- | -------- | -------- | -- | -- | ---------- | ------------------- | ------------------- | --------------- | --------------------------------------------- | ---------------- | --------- | --------------- |
| Cheonan                          | 천안     | 天安     | ●  | ●  | ●          | ●                   | 0.0                 | 0.0             | Linea Gyeongbu                                | Chungcheong nord | Cheonan   |                 |
| Bongmyeong                       | 봉명     | 鳳鳴     | ｜ | ｜ | ｜         | ●                   | 1.3                 | 1.3             |                                               | Chungcheong nord | Cheonan   |                 |
| Ssangyong                        | 쌍용     | 雙龍     | ｜ | ｜ | ｜         | ●                   | 1.6                 | 2.9             |                                               | Chungcheong nord | Cheonan   |                 |
| Segyo                            | 세교     |          |    |    |            |                     | -                   | -               |                                               | Chungcheong nord | Asan      | (dismessa)      |
| Asan                             | 아산     | 牙山     | ●  | ●  | ●          | ●                   | 1.6                 | 4.5             | Linea KTX Gyeongbu (Stazione di Cheonan-Asan) | Chungcheong nord | Asan      |                 |
| Baebang                          | 배방     | 排芳     | ｜ | ｜ | ｜         | ●                   | 4.9                 | 9.4             |                                               | Chungcheong nord | Asan      |                 |
| Onyang oncheon                   | 온양온천 | 溫陽溫泉 | ●  | ●  | ●          | ●                   | 4.9                 | 14.3            |                                               | Chungcheong nord | Asan      |                 |
| Sinchang                         | 신창     | 新昌     | ｜ | ｜ | ●          | ●                   | 5.1                 | 19.4            |                                               | Chungcheong nord | Asan      |                 |
| Hakseong                         | 학성     | 鶴城     |    |    | 비운행구간 | 광역철도 비운행구간 | -                   | -               |                                               | Chungcheong nord | Asan      | (dismessa)      |
| Seonjang                         | 선장     | 仙掌     |    |    | 비운행구간 | 광역철도 비운행구간 | -                   | -               |                                               | Chungcheong nord | Asan      | (dismessa)      |
| Dogo oncheon                     | 도고온천 | 道高溫泉 | ｜ | ●  | 비운행구간 | 광역철도 비운행구간 | 5.8                 | 25.2            |                                               | Chungcheong nord | Asan      | (impresenziata) |
| Sillyewon                        | 신례원   | 新禮院   | ▲  | ●  | 비운행구간 | 광역철도 비운행구간 | 4.5                 | 29.7            |                                               | Chungcheong nord | Yesan     |                 |
| Yesan                            | 예산     | 禮山     | ●  | ●  | 비운행구간 | 광역철도 비운행구간 | 5.0                 | 34.7            |                                               | Chungcheong nord | Yesan     |                 |
| Oga                              | 오가     | 吾可     |    |    | 비운행구간 | 광역철도 비운행구간 | -                   | -               |                                               | Chungcheong nord | Yesan     | (dismessa)      |
| Sapgyo                           | 삽교     | 揷橋     | ▲  | ●  | 비운행구간 | 광역철도 비운행구간 | 7.8                 | 42.5            |                                               | Chungcheong nord | Yesan     |                 |
| Hwayang                          | 화양     | 華陽     | ｜ | ｜ | 비운행구간 | 광역철도 비운행구간 | 6.7                 | 49.2            |                                               | Chungcheong nord | Hongseong |                 |
| Hongseong                        | 홍성     | 洪城     | ●  | ●  | 비운행구간 | 광역철도 비운행구간 | 5.3                 | 54.5            |                                               | Chungcheong nord | Hongseong |                 |
| Sinseong                         | 신성     | 新城     | ｜ | ｜ | 비운행구간 | 광역철도 비운행구간 | 4.1                 | 58.6            |                                               | Chungcheong nord | Hongseong |                 |
| Singok                           | 신곡     | 新谷     |    |    | 비운행구간 | 광역철도 비운행구간 | -                   | -               |                                               | Chungcheong nord | Hongseong |                 |
| Gwangcheon                       | 광천     | 廣川     | ●  | ●  | 비운행구간 | 광역철도 비운행구간 | 8.6                 | 67.2            |                                               | Chungcheong nord | Hongseong |                 |
| Wonjuk                           | 원죽     | 元竹     | ｜ | ｜ | 비운행구간 | 광역철도 비운행구간 | 4.1                 | 71.3            |                                               | Chungcheong nord | Boryeong  |                 |
| Cheongso                         | 청소     | 靑所     | ｜ | ▲  | 비운행구간 | 광역철도 비운행구간 | 3.7                 | 75.0            |                                               | Chungcheong nord | Boryeong  |                 |
| Jupo                             | 주포     | 周浦     | ｜ | ｜ | 비운행구간 | 광역철도 비운행구간 | 4.3                 | 79.3            |                                               | Chungcheong nord | Boryeong  |                 |
| Jugyo                            | 주교     | 舟橋     |    |    | 비운행구간 | 광역철도 비운행구간 | -                   | -               |                                               | Chungcheong nord | Boryeong  | (dismessa)      |
| Daecheon                         | 대천     | 大川     | ●  | ●  | 비운행구간 | 광역철도 비운행구간 | 8.3                 | 87.6            |                                               | Chungcheong nord | Boryeong  |                 |
| Nampo                            | 남포     | 藍浦     | ｜ | ｜ | 비운행구간 | 광역철도 비운행구간 | 3.1                 | 90.7            |                                               | Chungcheong nord | Boryeong  | (impresenziata) |
| Okseo                            | 옥서     | 玉西     |    |    | 비운행구간 | 광역철도 비운행구간 | -                   | -               |                                               | Chungcheong nord | Boryeong  | (dismessa)      |
| Ungcheon                         | 웅천     | 熊川     | ●  | ●  | 비운행구간 | 광역철도 비운행구간 | 10.4                | 101.1           |                                               | Chungcheong nord | Boryeong  |                 |
| Ganchi                           | 간치     | 艮峙     | ｜ | ｜ | 비운행구간 | 광역철도 비운행구간 | 3.2                 | 104.3           | Linea a carbone Seocheon                      | Chungcheong nord | Boryeong  |                 |
| Jusan                            | 주산     | 珠山     |    |    | 비운행구간 | 광역철도 비운행구간 | -                   | -               |                                               | Chungcheong nord | Boryeong  | (dismessa)      |
| Ondong                           | 온동     | 溫洞     |    |    | 비운행구간 | 광역철도 비운행구간 | -                   | -               |                                               | Chungcheong nord | Seocheon  | (dismessa)      |
| Pangyo                           | 판교     | 板橋     | ｜ | ●  | 비운행구간 | 광역철도 비운행구간 | 8.3                 | 112.6           |                                               | Chungcheong nord | Seocheon  |                 |
| Gidong                           | 기동     | 奇洞     |    |    | 비운행구간 | 광역철도 비운행구간 | -                   | -               |                                               | Chungcheong nord | Seocheon  | (dismessa)      |
| Seocheon                         | 서천     | 舒川     | ●  | ●  | 비운행구간 | 광역철도 비운행구간 | 8.6                 | 121.2           |                                               | Chungcheong nord | Seocheon  |                 |
| Samsan                           | 삼산     | 三山     |    |    | 비운행구간 | 광역철도 비운행구간 | -                   | -               |                                               | Chungcheong nord | Seocheon  | (dismessa)      |
| Gujeol                           | 구절     |          |    |    | 비운행구간 | 광역철도 비운행구간 | -                   | -               |                                               | Chungcheong nord | Seocheon  | (dismessa)      |
| Janghang                         | 장항     | 長項     | ●  | ●  | 비운행구간 | 광역철도 비운행구간 | 4.8                 | 126.0           | Linea merci Janghang                          |                  | Seocheon  |                 |
| Gunsan                           | 군산     | 群山     | ●  | ●  | 비운행구간 | 광역철도 비운행구간 | 7.0                 | 133.0           |                                               | Jeolla nord      | Gunsan    |                 |
| (Diramazione linea merci Gunsan) |          |          |    |    | 비운행구간 | 광역철도 비운행구간 | 7.2                 | 140.2           | Linea merci Gunsan                            | Jeolla nord      | Gunsan    |                 |
| Daeya                            | 대야     | 大野     | ｜ | ▲  | 비운행구간 | 광역철도 비운행구간 | 1.0                 | 141.2           |                                               | Jeolla nord      | Gunsan    |                 |
| Impi                             | 임피     | 臨陂     | ｜ | ｜ | 비운행구간 | 광역철도 비운행구간 | 5.2                 | 146.4           |                                               | Jeolla nord      | Gunsan    | (impresenziata) |
| Osan-ri                          | 오산리   | 五山里   | ｜ | ｜ | 비운행구간 | 광역철도 비운행구간 | 4.5                 | 150.9           |                                               | Jeolla nord      | Iksan     | (impresenziata) |
| Iksan                            | 익산     | 益山     | ●  | ●  | 비운행구간 | 광역철도 비운행구간 | 3.5                 | 154.4           | Linea Honam Linea Jeolla                      | Jeolla nord      | Iksan     |                 |